# Grums kommun
Grums kommun er en kommune i Värmlands län, Sverige med 9.000 indbyggere (2006).
59°21′06″N 13°06′41″Ø / 59.3517°N 13.1114°Ø